# باكو كرايغ
باكو كرايغ (بالإنجليزية: Paco Craig)‏ (19 أكتوبر 1992 بلندن في المملكة المتحدة - ) هو لاعب كرة قدم بريطاني في مركز الدفاع.

## وصلات خارجية
- باكو كرايغ على موقع قاعدة بيانات كرة القدم.إي يو (الإنجليزية)